# Антагонисты пуринов
Антагонисты пуринов — это разновидность цитостатических противоопухолевых химиотерапевтических лекарственных препаратов, подгруппа группы антиметаболитов.

## Механизм действия антагонистов пуринов
Механизм действия антагонистов пуринов основан на угнетении биосинтеза новой ДНК за счёт вмешательства в метаболизм пуриновых нуклеотидов. Поскольку быстро делящиеся злокачественные клетки больше нуждаются в пуриновых нуклеотидах и более чувствительны к угнетению биосинтеза ДНК, а также имеют меньшую способность к репарации повреждений ДНК по сравнению с здоровыми клетками организма, то в первую очередь страдают от воздействия антагонистов пуринов именно они. Это приводит к запуску процесса апоптоза (программируемой клеточной смерти), а на макроуровне — к некрозу злокачественной опухоли и к ремиссии онкологического заболевания.

## Другие применения антагонистов пуринов помимо онкологии
Многие из антагонистов пуринов, помимо своей противоопухолевой активности, обладают также весьма выраженной иммуносупрессивной, противовоспалительной и противоревматической активностью, не пропорциональной степени вызываемой ими лейкопении и лимфопении.

## Примеры
- Азатиоприн;
- Кладрибин;
- Клофарабин;
- Флударабин;
- Меркаптопурин;
- Неларабин;
- Пентостатин;
- Тиогуанин;
- Фопурин.